# Scaptonyx fusicaudus
Scaptonyx fusicaudus é uma espécie de mamífero da família Talpidae. É a única espécie no gênero Scaptonyx. Pode ser encontrada na China e em Mianmar.